# Gaston Méliès
Gaston Méliès (* 12. Februar 1852 in Paris; † 9. April 1915 in Ajaccio auf Korsika) war ein französischer Filmproduzent und -regisseur.

## Leben
Méliès wurde als Sohn eines Pariser Schuhfabrikanten geboren. Er übernahm 1888 mit seinem älteren Bruder Henri das väterliche Unternehmen, das jedoch wenige Jahre später nicht mehr konkurrenzfähig war. Mit dem Medium Film kam er durch seinen jüngeren Bruder Georges Méliès in Kontakt. Er trat gelegentlich als Darsteller in frühen Filmen seines Bruders auf, darunter in Une partie de cartes (1896), und war als Produktionsassistent für ihn tätig.
Nachdem insbesondere in den USA immer mehr illegale Kopien seiner Filme kursierten, ließ sich Georges Méliès den Namen seiner Filmgesellschaft Star Film als Geschützte Marke registrieren. Zum Schutz seiner Geschäftsinteressen in den USA schickte er Gaston nach New York, um dort ein Büro zum Verkauf der Filmkopien einzurichten und den nicht autorisierten Vertrieb zu unterbinden. Nachdem das System des Filmverleihs den Kopienverkauf ablöste, expandierte Gaston Méliès den Vertrieb 1908 in den Norden mit einer Niederlassung in Chicago. Den Filmvertrieb organisierte er über die Chicago Film Exchange von Max Lewis. Aufgrund eines Investorenbetrugs mit Lewis verlor Gaston Méliès 1909 die Edison-Vertriebslizenz für Star Film, und die G. Méliès Manufacturing Company wurde Teil der Motion Picture Patents Company. Georges Méliès' Filme konnten inzwischen stilistisch die Ansprüche des amerikanischen Marktes nicht mehr erfüllen.
Ende 1909 begann Gaston Méliès eigene Filme nach US-amerikanischem Muster zu produzieren. 1910 gründete er im texanischen Ort San Antonio ein neues Studio, die „Star Film Ranch“. Unter Gaston Méliès' und William Haddocks Regie wurden mit dem Kameramann William Paley Westernfilme gedreht. Méliès trat auch in seinen Filmen The Immortal Alamo (1911) and The Kiss of Mary Jane (1911) auf. 1911 zog er mit dem Unternehmen nach Santa Paula in Kalifornien, konnte aber gegen die Konkurrenz dort nicht bestehen. 1913 reiste Méliès mit Darstellern und Technikern in die Südsee und filmte einen Monat lang auf Tahiti, wo das Geschäft mit der Filmvorführung gerade boomte. Ohne den Erfolg beim Publikum musste er die Gesellschaft Star Film in den USA noch im selben Jahr schließen. Zusammen mit seiner Frau, die er 1907 in Frankreich ehelichte, zog er im Winter 1913 nach Korsika. Er starb im April 1915 an einer Muschelvergiftung und wurde einige Tage später in Paris begraben.